# Гунтис Галвињш
Гунтис Галвињш (лет. Guntis Galviņš — Талси, 25. јануар 1986) професионални је летонски хокејаш на леду који игра на позицијама одбрамбеног играча.
Члан је сениорске репрезентације Летоније за коју је на међународној сцени дебитовао на светском првенству 2005. године. Био је део олимпијског тима Летоније на ЗОИ 2010. у Ванкуверу.
Током каријере наступао је за бројне клубове, између осталих и за ришки Динамо у ком по други пут игра од 2015. године у КХЛ лиги.